# یوس الگرو
 یوس الگرو (انگلیسی: Yves Allegro؛ زاده ۲۴ اوت ۱۹۷۸) یک تنیس‌باز اهل سوئیس است. 